# Tunku Abdul Rahman
Tunku Abdul Rahman Putra Al-Haj ibni Almarhum Sultan Abdul Hamid Halim Shah (ur. 8 lutego 1903 w Alor Setar, zm. 6 grudnia 1990 w Kuala Lumpur) – malajski polityk i prawnik, premier kraju w latach 1957–1970. Syn Abdula I.

## Życiorys
Wywodził się z malajskiej rodziny arystokratycznej. Przyszedł na świat w 1903 jako syn pary sułtańskiej Kedahu, Abdula I Hamida i Paduki Seri Cik. Studiował prawo w St Catharine’s College na Uniwersytecie Cambridge, dzięki czemu uzyskał następnie brytyjskie uprawnienia adwokackie. Po powrocie na Malaje rozpoczął w 1931 służbę w administracji państwowej i kontynuował ją podczas okupacji japońskiej. Był współzałożycielem Zjednoczonej Narodowej Organizacji Malajów, której przewodniczył w 1952 po odejściu Dato Onn bin Jaafara. Uznawszy, że niepodległość można osiągnąć jedynie przez współpracę zamieszkujących Malaje grup etnicznych, zawarł sojusz z Malezyjskim Stowarzyszeniem Chińczyków, a później z Malezyjskim Kongresem Hindusów. Po zwycięstwie koalicji w wyborach parlamentarnych w 1955 został premierem i ministrem spraw wewnętrznych. Wynegocjował z rządem brytyjskim niepodległość i został pierwszym premierem Malajów. W 1960 roku doprowadził do zakończenia pierwszego powstania malajskiego. W latach 1962–1963 przewodniczył tworzeniu Federacji Malajskiej, którą rządził jako premier dzięki zapewnieniu sobie poparcia społeczności chińskiej i hinduskiej poprzez pragmatyczny kompromis. W okresie jego rządów trwała konfrontacja z Indonezją, rebelia w Brunei, drugie powstanie malajskie i powstanie w Sarawaku, które na długie lata zdestabilizowały sytuację w kraju. Podczas wyborów państwowych w maju 1969 doszło w stolicy do poważnych rozruchów na tle etnicznym pomiędzy Chińczykami a Malajami. Widząc, że nie powiodła się jego próba rządów, opartych na przyjaznych stosunkach chińsko-malajskich, złożył rezygnację w styczniu 1970. Aktywny udział w publicystyce pozwolił mu na pozostanie wpływową postacią w życiu publicznym Malezji, mimo formalnej emerytury.